# Olympische Winterspiele 2018/Teilnehmer (Österreich)
| Gelbes Symbol für Goldmedaillen mit stilisierten Olympischen Ringen | Graues Symbol für Silbermedaillen mit stilisierten Olympischen Ringen | Braundes Symbol für Bronzemedaillen mit stilisierten Olympischen Ringen |
| ------------------------------------------------------------------- | --------------------------------------------------------------------- | ----------------------------------------------------------------------- |
| 5                                                                   | 3                                                                     | 6                                                                       |

Österreich nahm an den Olympischen Winterspielen 2018 vom 9. bis 25. Februar 2018 in Pyeongchang mit 104 Athleten, darunter 40 Frauen und 64 Männer, in den Disziplinen Biathlon, Bob, Eiskunstlauf, Eisschnelllauf, Freestyle-Skiing, Nordische Kombination, Rennrodeln, Skeleton, Ski Alpin, Skilanglauf, Skispringen und Snowboard teil. Hinzu kamen 181 Betreuer sowie zwei Ersatzleute im Bob.
Die Vereidigung und Verabschiedung der österreichischen Olympiamannschaft für die Olympischen Winterspiele 2018 in der Wiener Hofburg durch Bundespräsident Alexander Van der Bellen fand am 24. Jänner 2018 statt.

## Fahnenträger
Fahnenträgerin bei der Eröffnungsfeier am 9. Februar 2018 war Anna Veith.

## Medaillen

### Medaillenspiegel
| Rang   | Sportart              | Gold | Silber | Bronze | Gesamt |
| ------ | --------------------- | ---- | ------ | ------ | ------ |
| 1      | Ski Alpin             | 3    | 2      | 2      | 7      |
| 2      | Rennrodeln            | 1    | 1      | 1      | 3      |
| 3      | Snowboard             | 1    | —      | —      | 1      |
| 4      | Nordische Kombination | —    | —      | 2      | 2      |
| 5      | Biathlon              | —    | —      | 1      | 1      |
| Gesamt | Gesamt                | 5    | 3      | 6      | 14     |

### Medaillengewinner
| Name/n                                                                                               | Sportart              | Wettkampf          | Datum       |
| --- | --------------------- | ------------------ | ----------- |
| Gold                                                                                                 |                       |                    |             |
| David Gleirscher                                                                                     | Rennrodeln            | Einsitzer Männer   | 10. Februar |
| Marcel Hirscher                                                                                      | Ski Alpin             | Alpine Kombination | 13. Februar |
| Matthias Mayer                                                                                       | Ski Alpin             | Super-G            | 16. Februar |
| Marcel Hirscher                                                                                      | Ski Alpin             | Riesenslalom       | 18. Februar |
| Anna Gasser                                                                                          | Snowboard             | Big Air            | 22. Februar |
| Silber                                                                                               |                       |                    |             |
| Peter Penz & Georg Fischler                                                                          | Rennrodeln            | Doppelsitzer       | 14. Februar |
| Anna Veith                                                                                           | Ski Alpin             | Super-G            | 17. Februar |
| Katharina Liensberger Michael Matt Katharina Gallhuber Marco Schwarz Manuel Feller Stephanie Brunner | Ski Alpin             | Teambewerb         | 24. Februar |
| Bronze                                                                                               |                       |                    |             |
| Lukas Klapfer                                                                                        | Nordische Kombination | Einzel NH          | 14. Februar |
| Dominik Landertinger                                                                                 | Biathlon              | Einzel             | 15. Februar |
| Madeleine Egle David Gleirscher Peter Penz & Georg Fischler                                          | Rennrodeln            | Team-Staffel       | 15. Februar |
| Katharina Gallhuber                                                                                  | Ski Alpin             | Slalom             | 16. Februar |
| Michael Matt                                                                                         | Ski Alpin             | Slalom             | 22. Februar |
| Wilhelm Denifl Bernhard Gruber Lukas Klapfer Mario Seidl                                             | Nordische Kombination | Team Großschanze   | 22. Februar |

Österreichische Medaillengewinner der Spiele in Pyeongchang
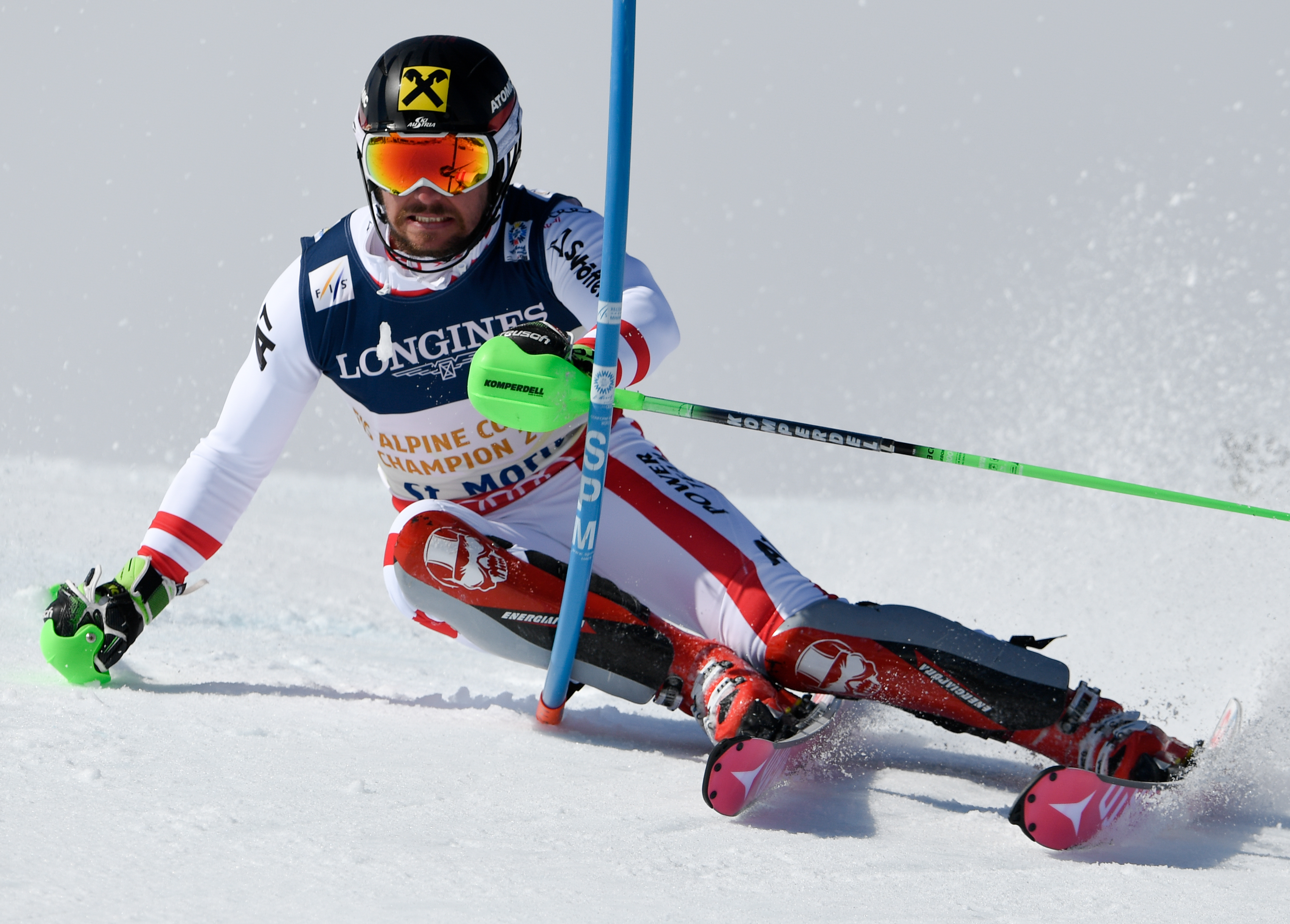
Marcel Hirscher (WM St. Moritz 2017)
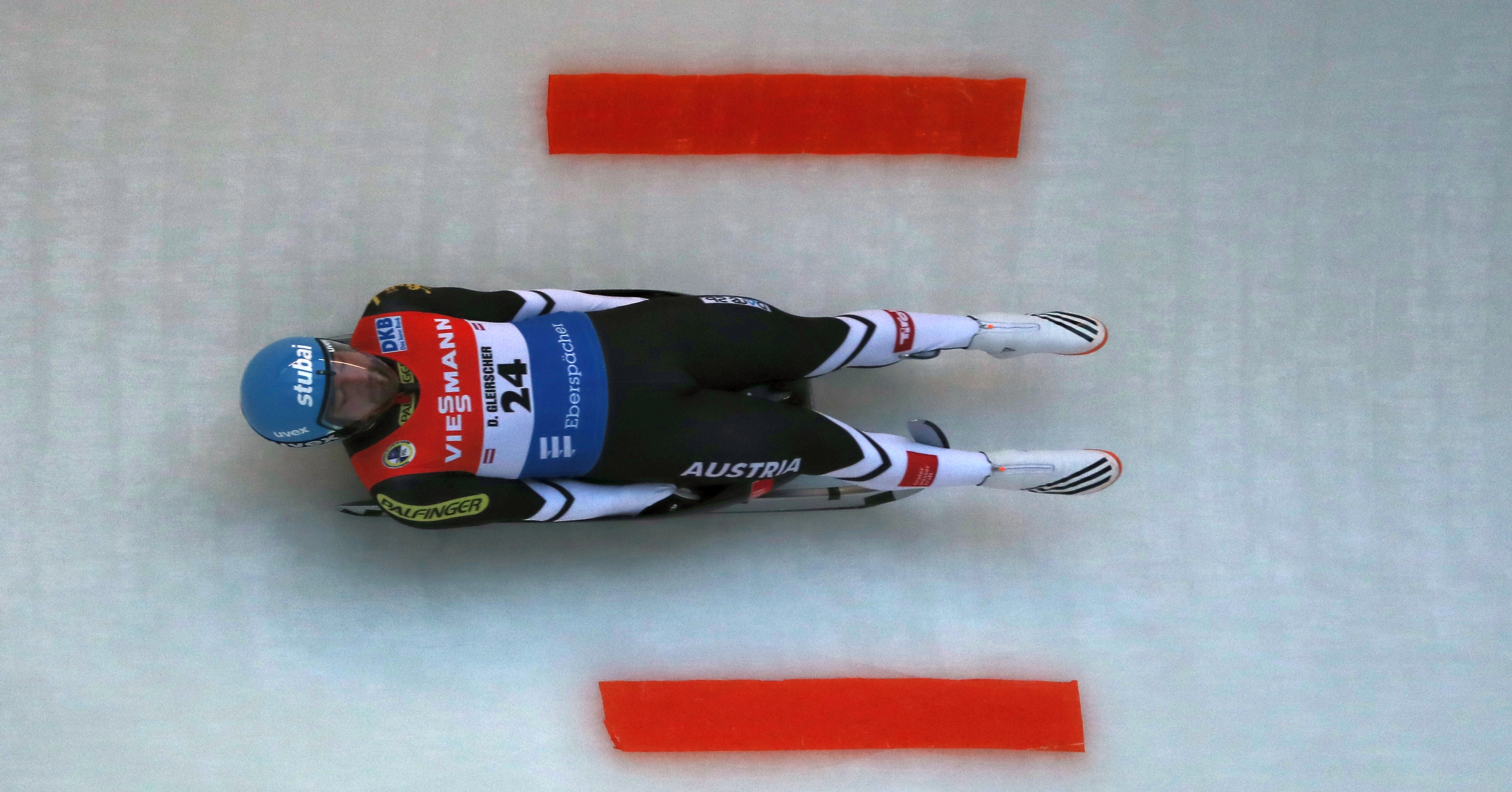
David Gleirscher (Nationencup Altenberg 2017)
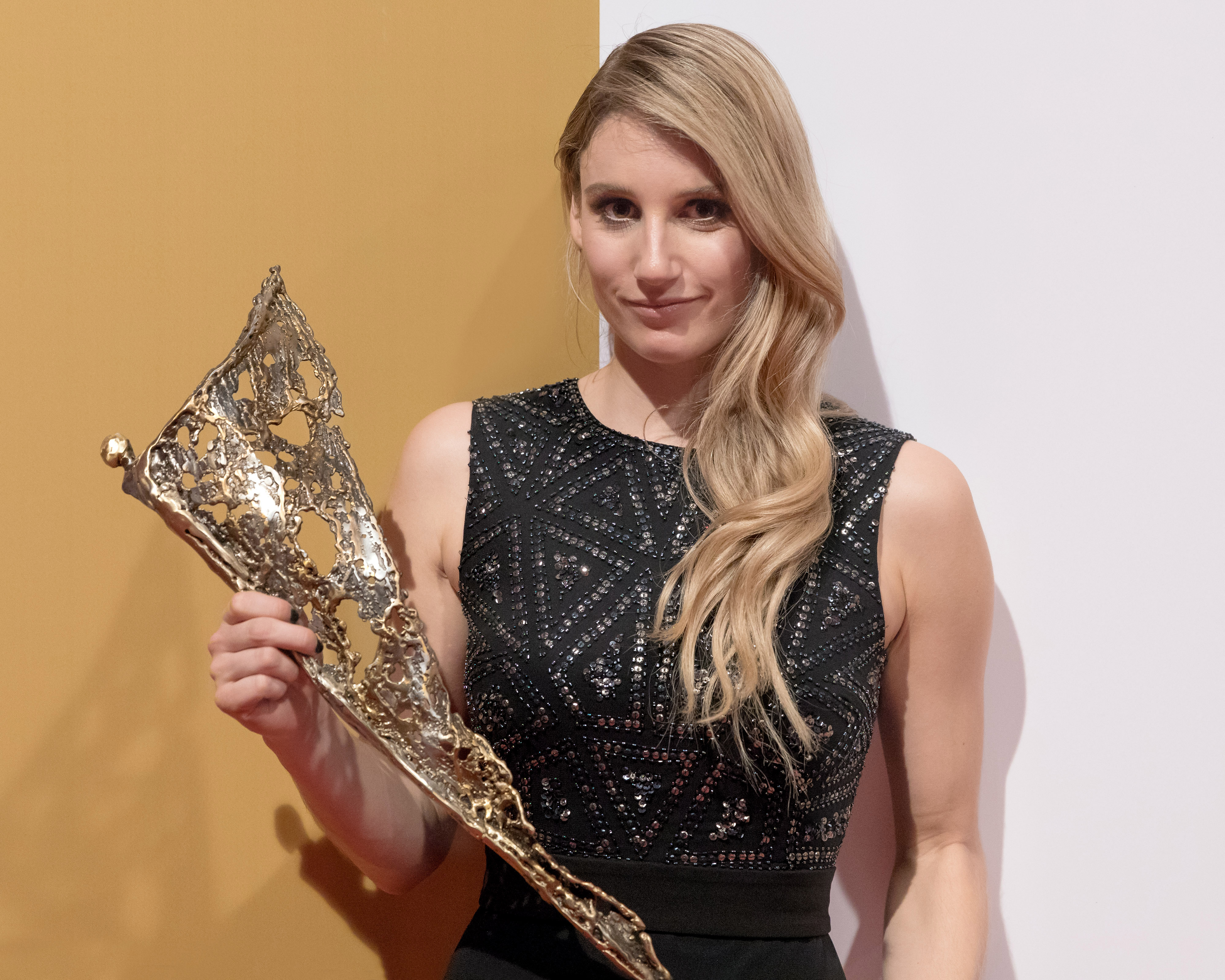
Anna Gasser (Österr. Sportlerin des Jahres 2017)
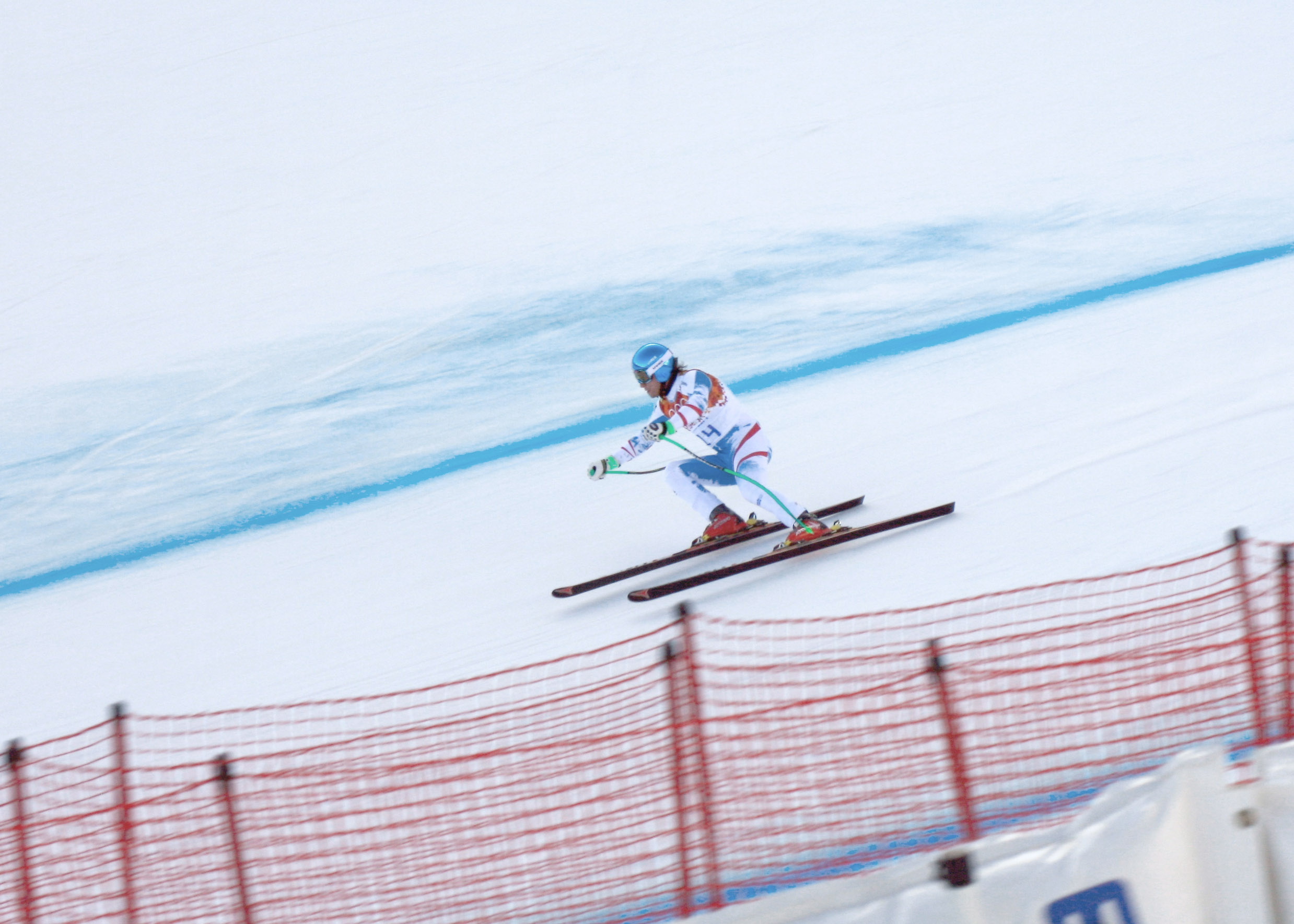
Matthias Mayer (Olymp. Spiele 2014)
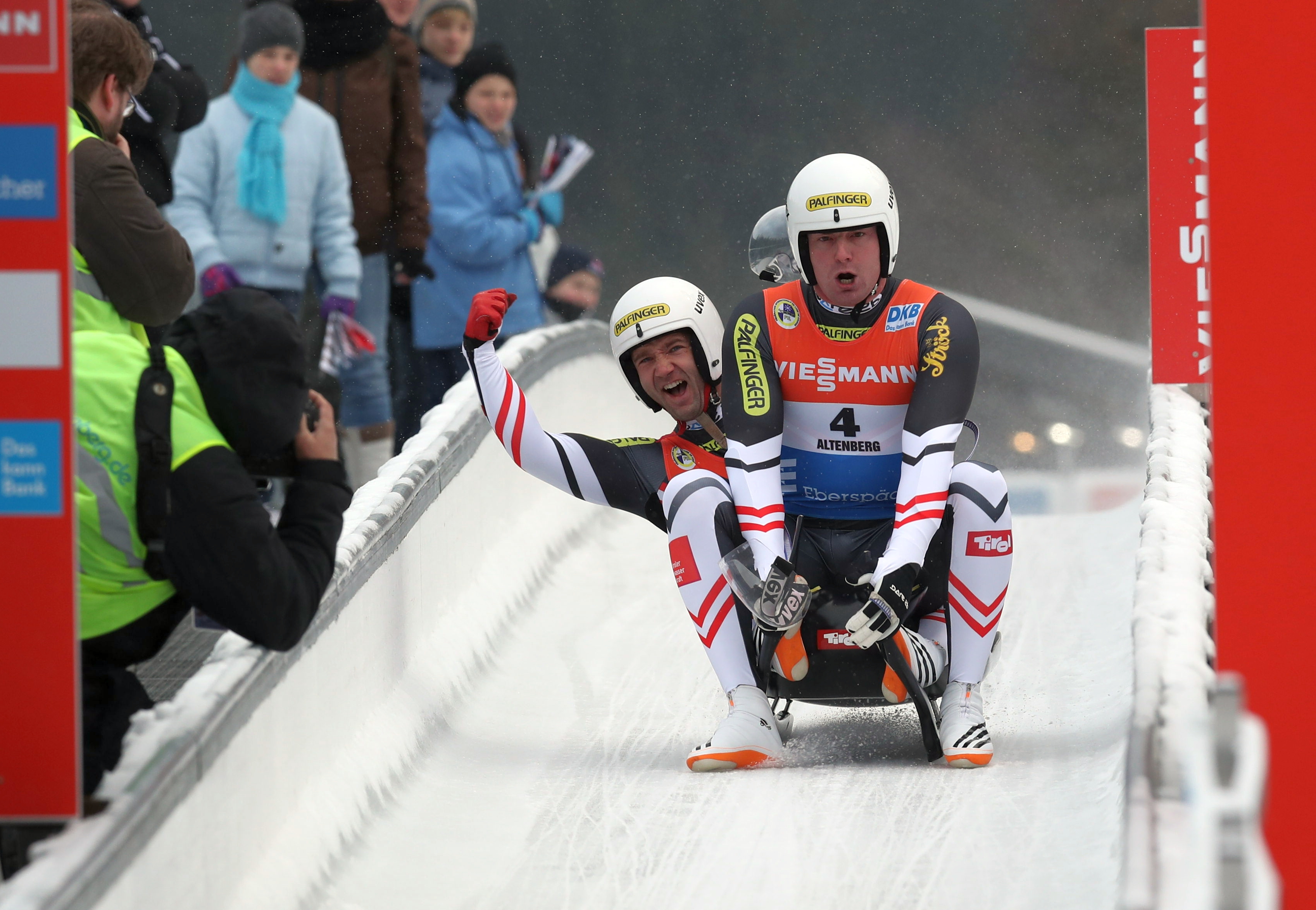
Peter Penz und Georg Fischler (Nationencup Altenberg 2017)
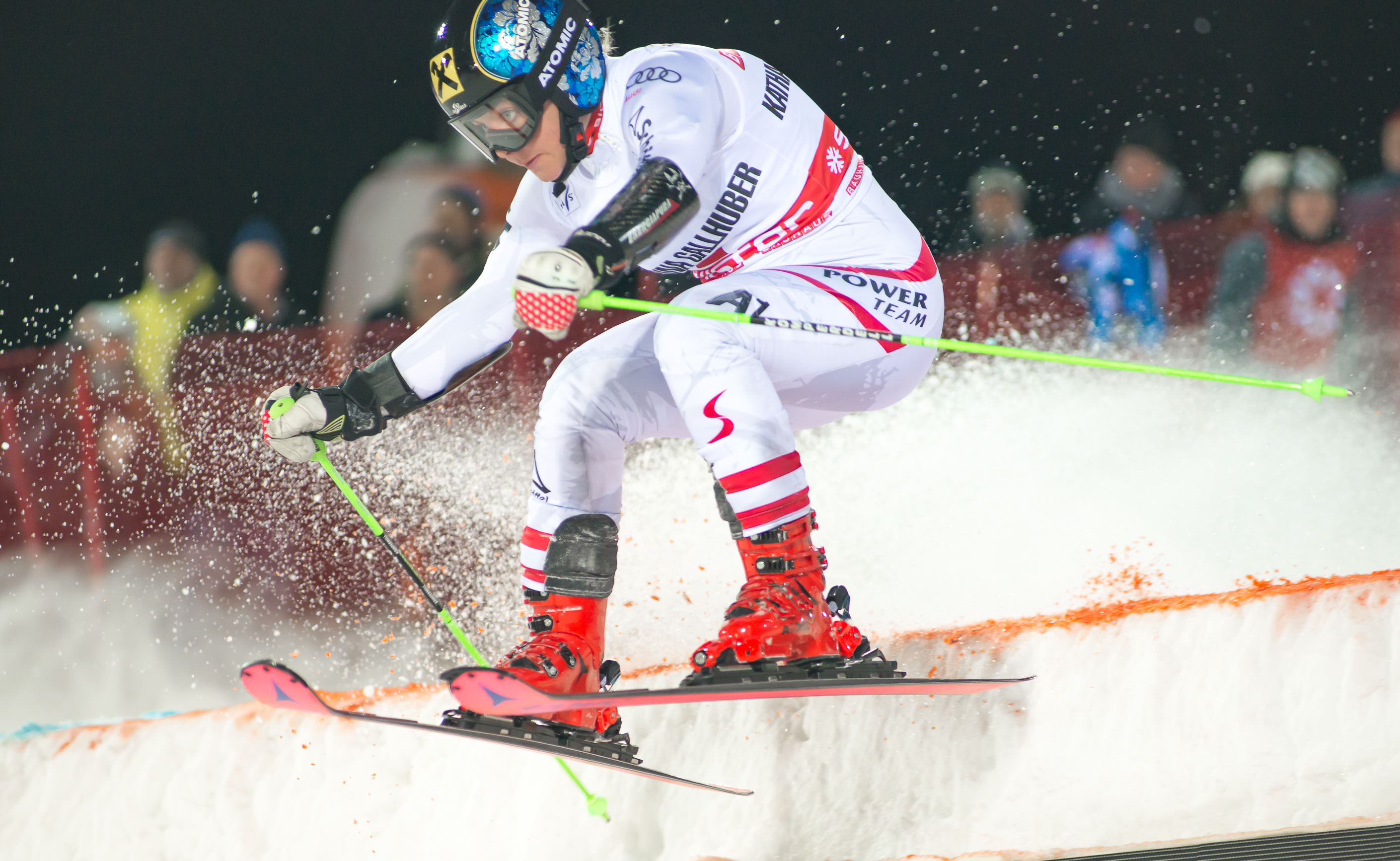
Katharina Gallhuber (Weltcup City Event Stockholm 2018)
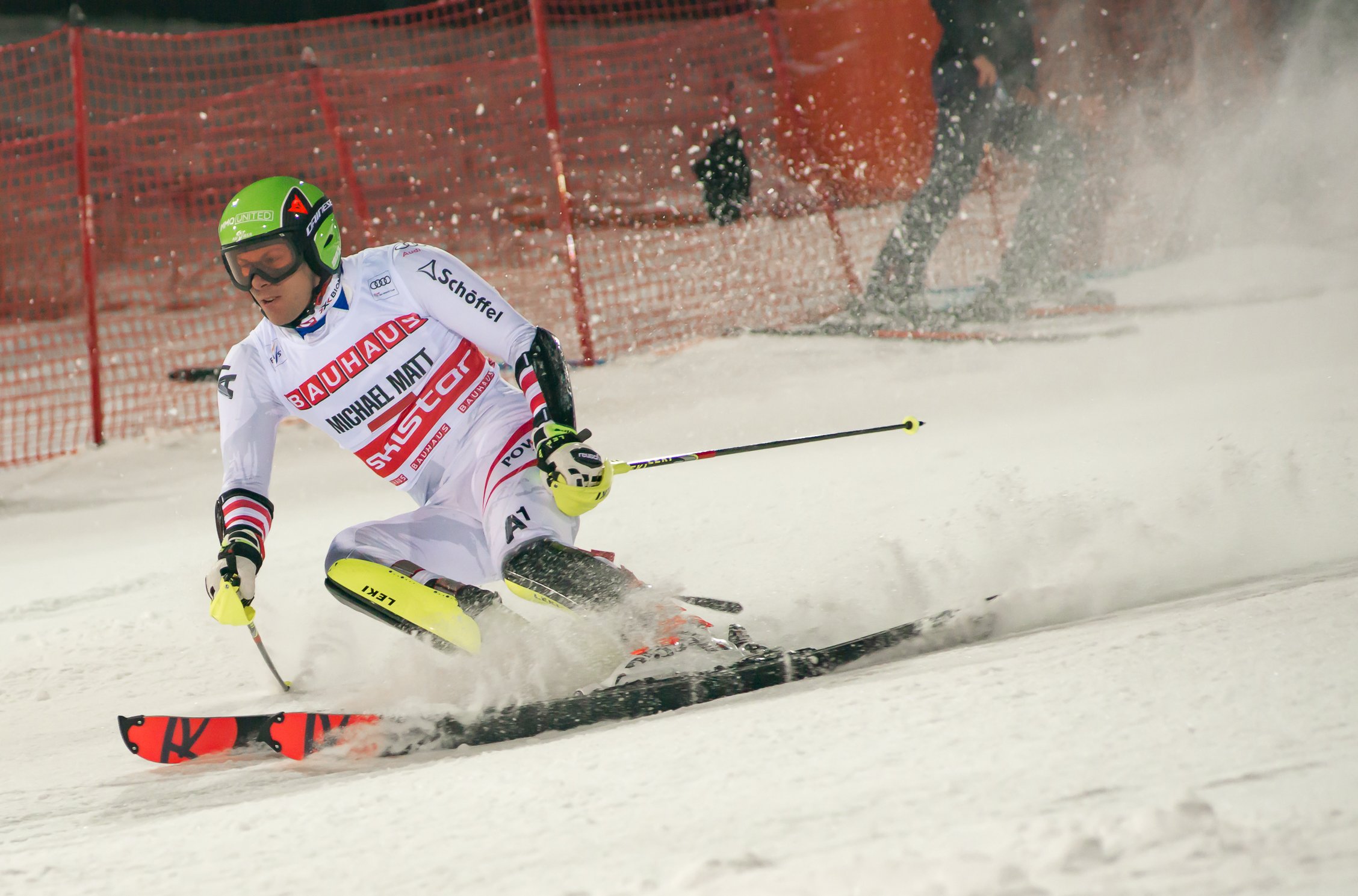
Michael Matt (Weltcup City Event Stockholm 2018)
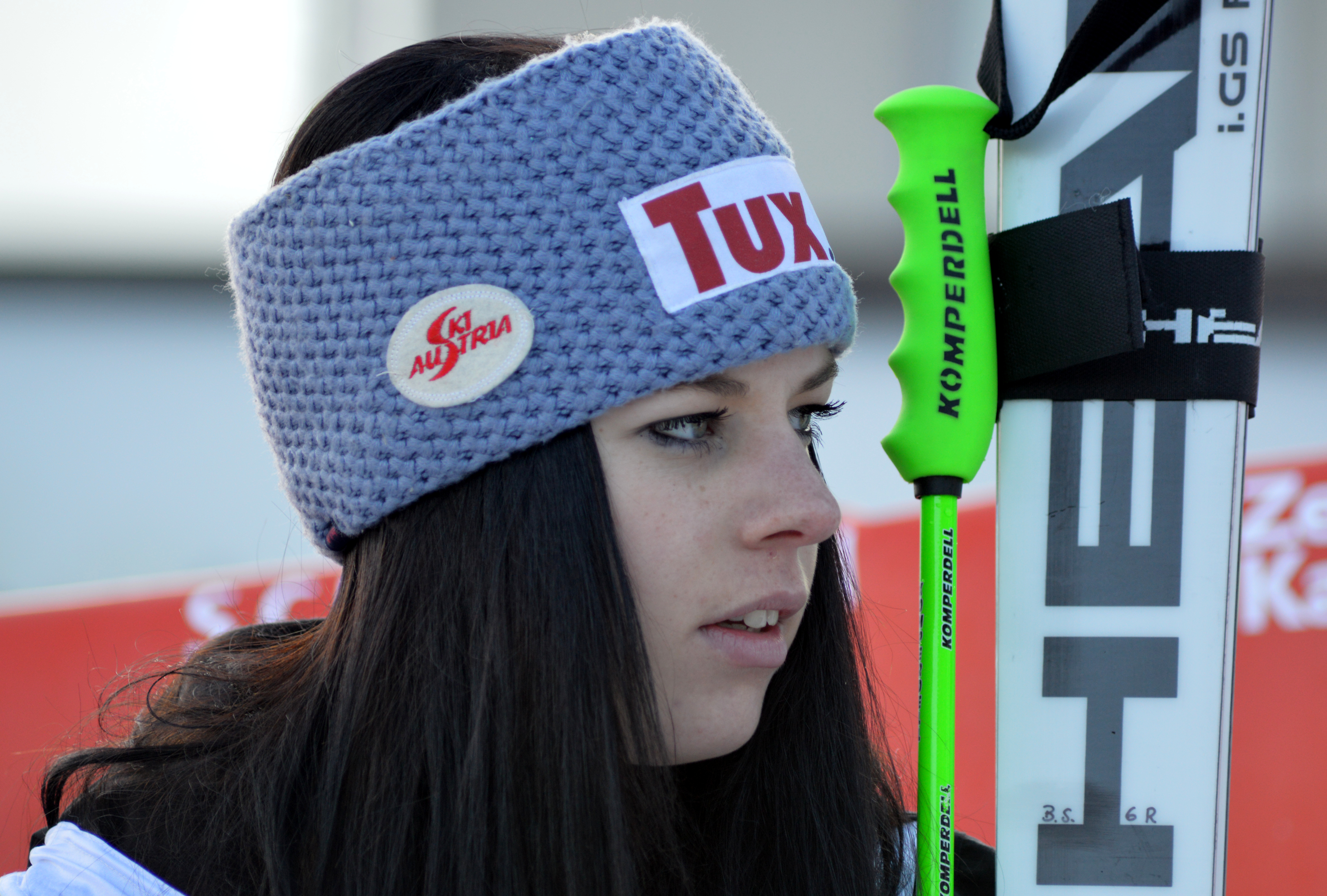
Stephanie Brunner (Europacup Zell am See 2015)
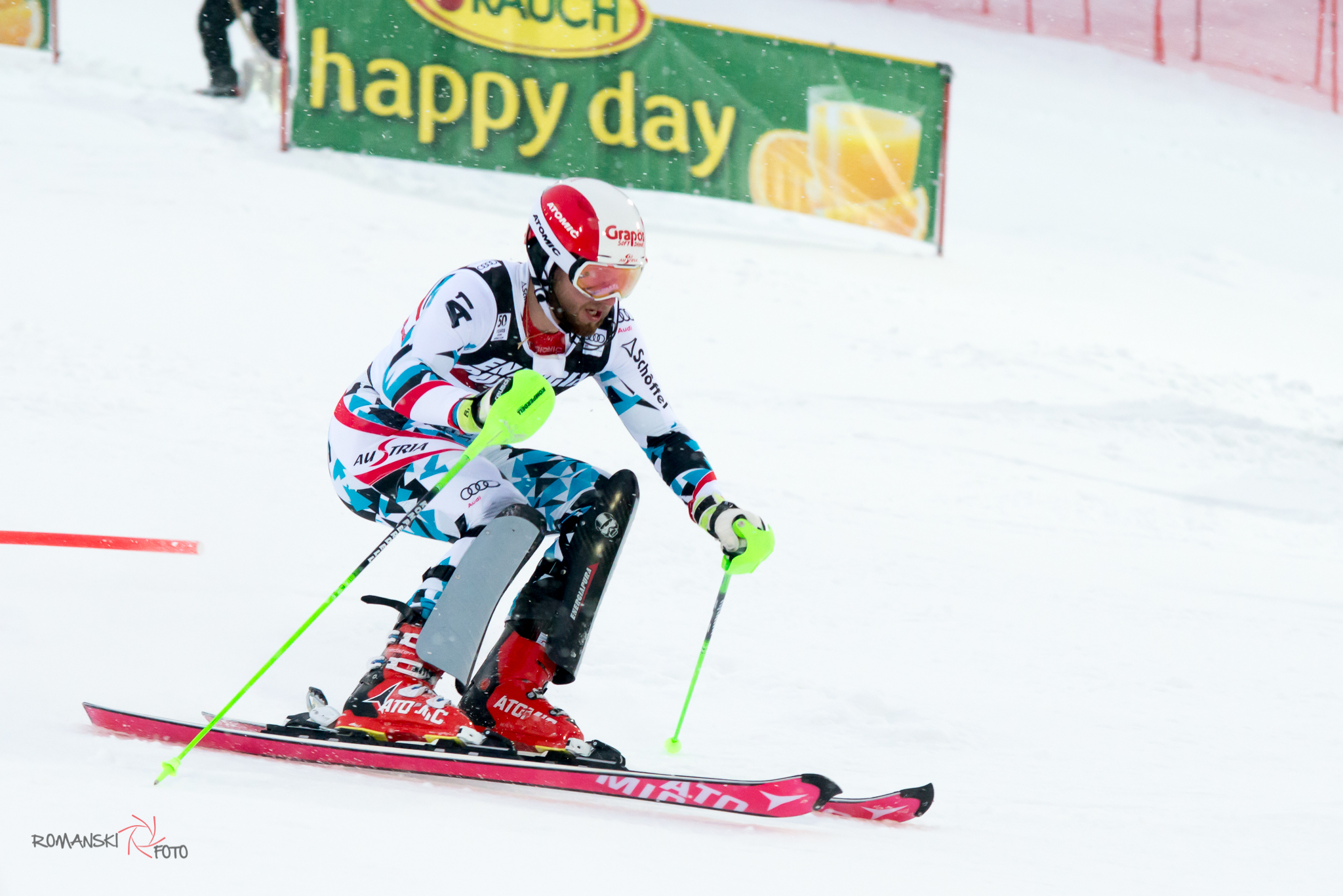
Marco Schwarz (Zagreb 2017)
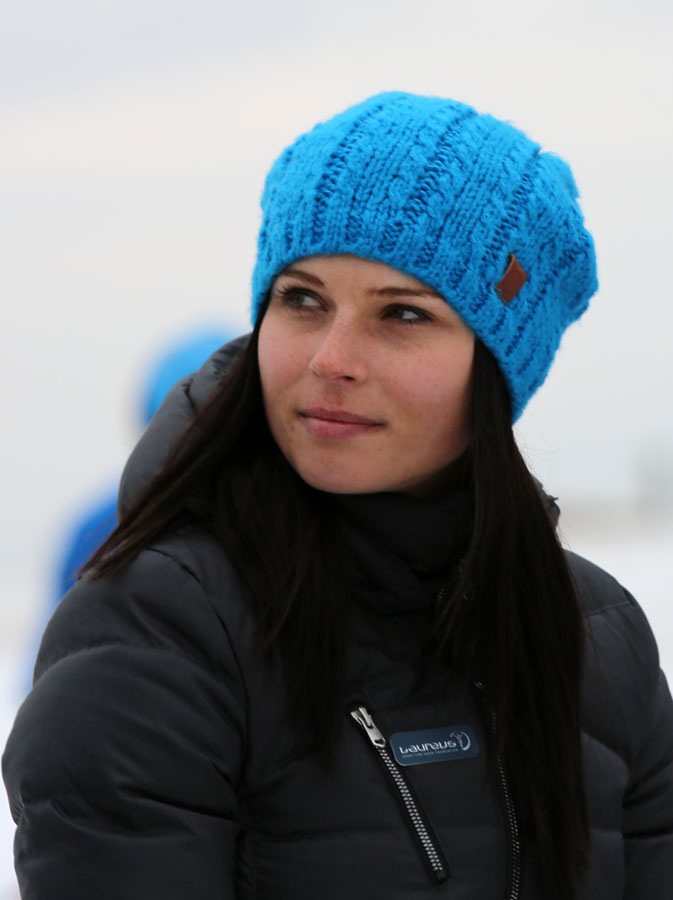
Anna Veith (2015)
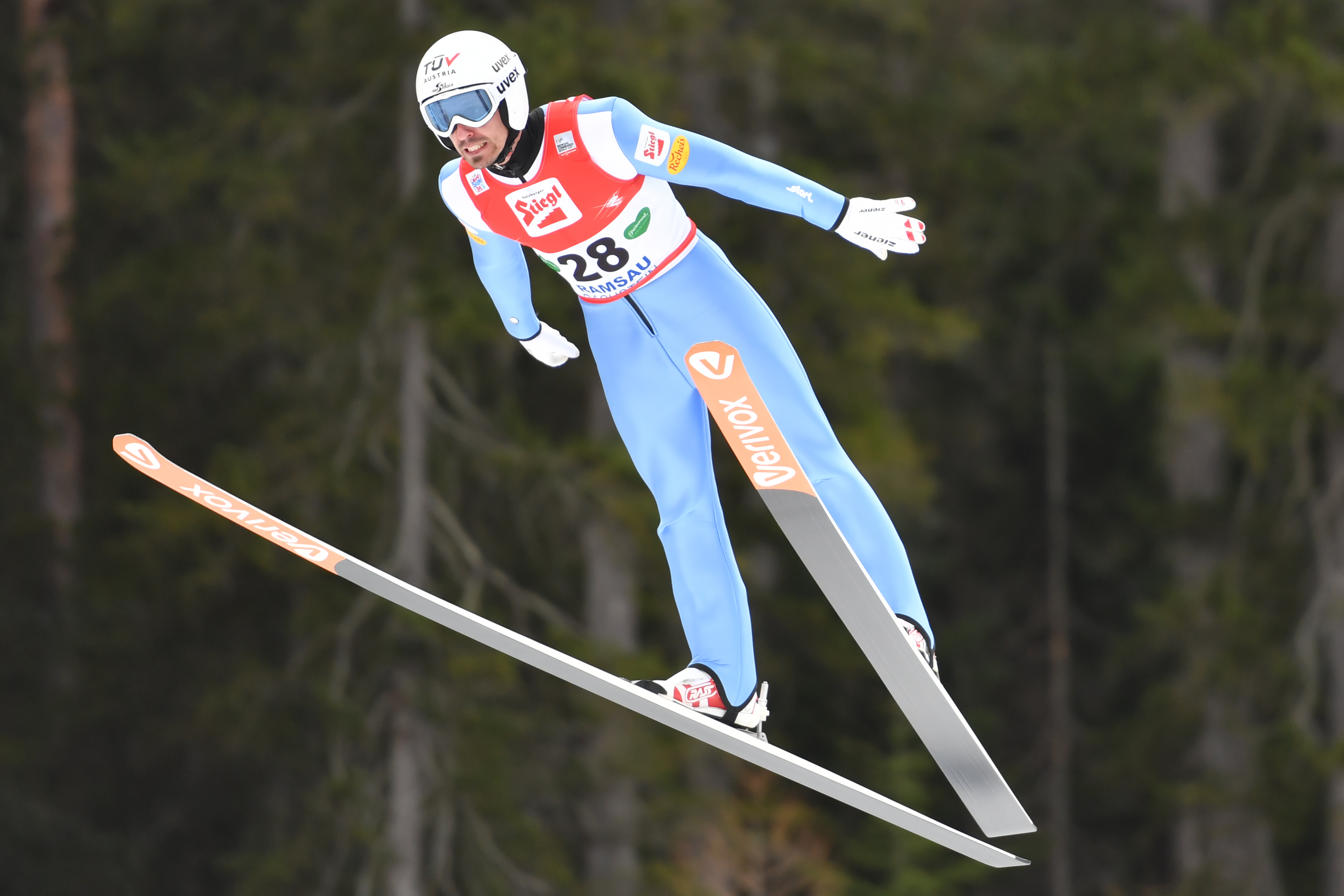
Lukas Klapfer (Weltcup Ramsau 2016)
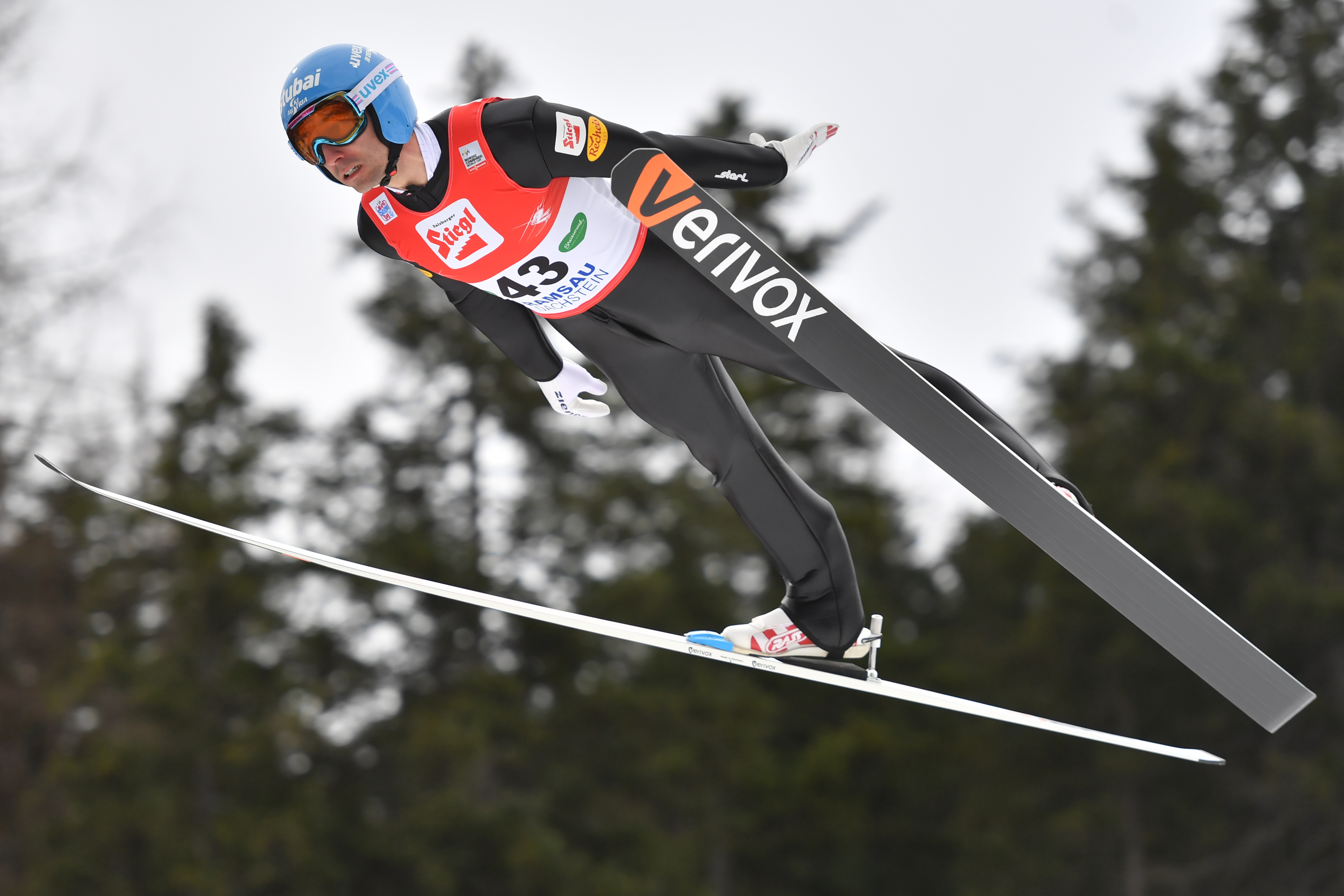
Wilhelm Denifl (Weltcup Ramsau 2016)
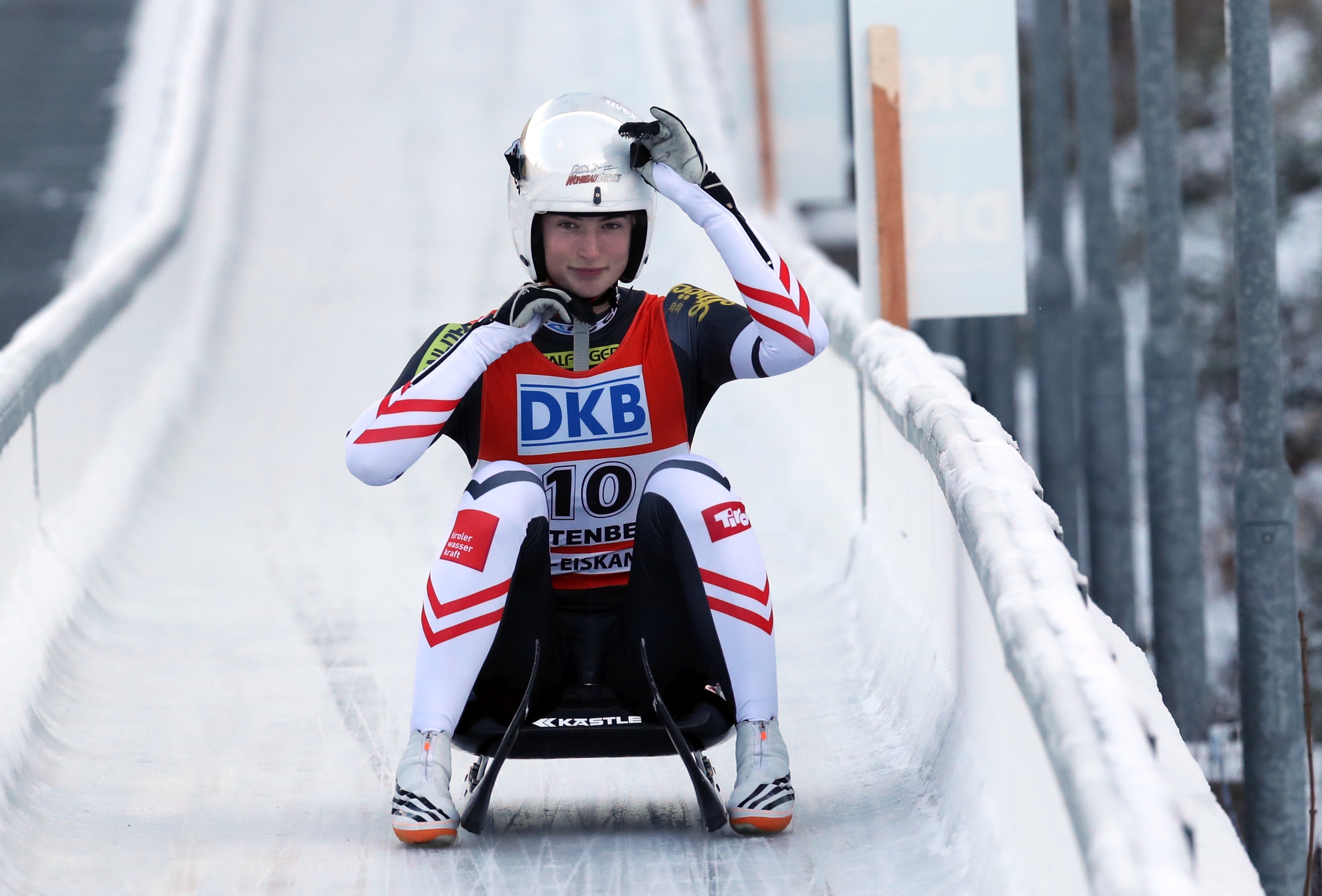
Madeleine Egle (Nationencup Altenberg 2017)
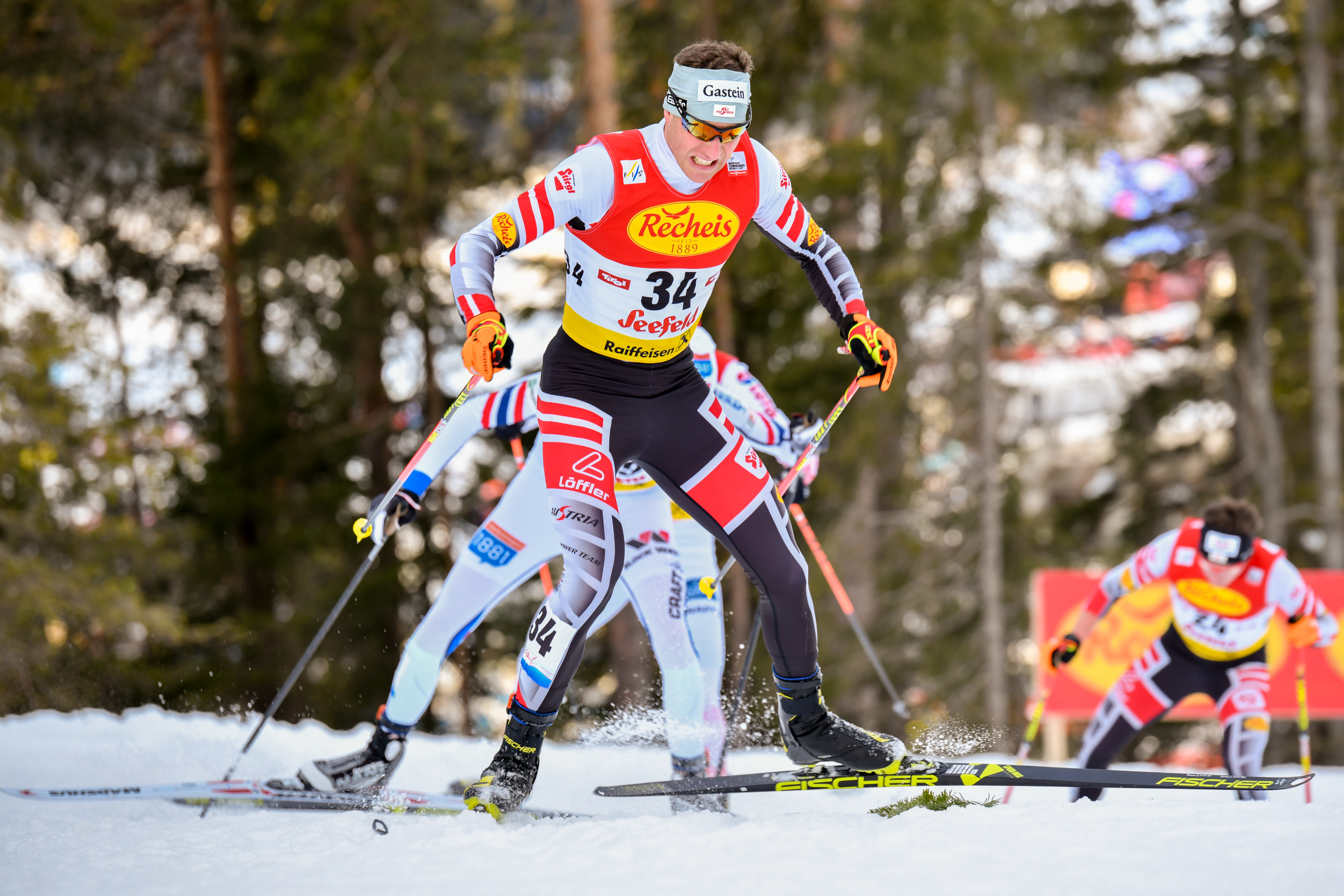
Bernhard Gruber (Seefeld-Triple 2018)
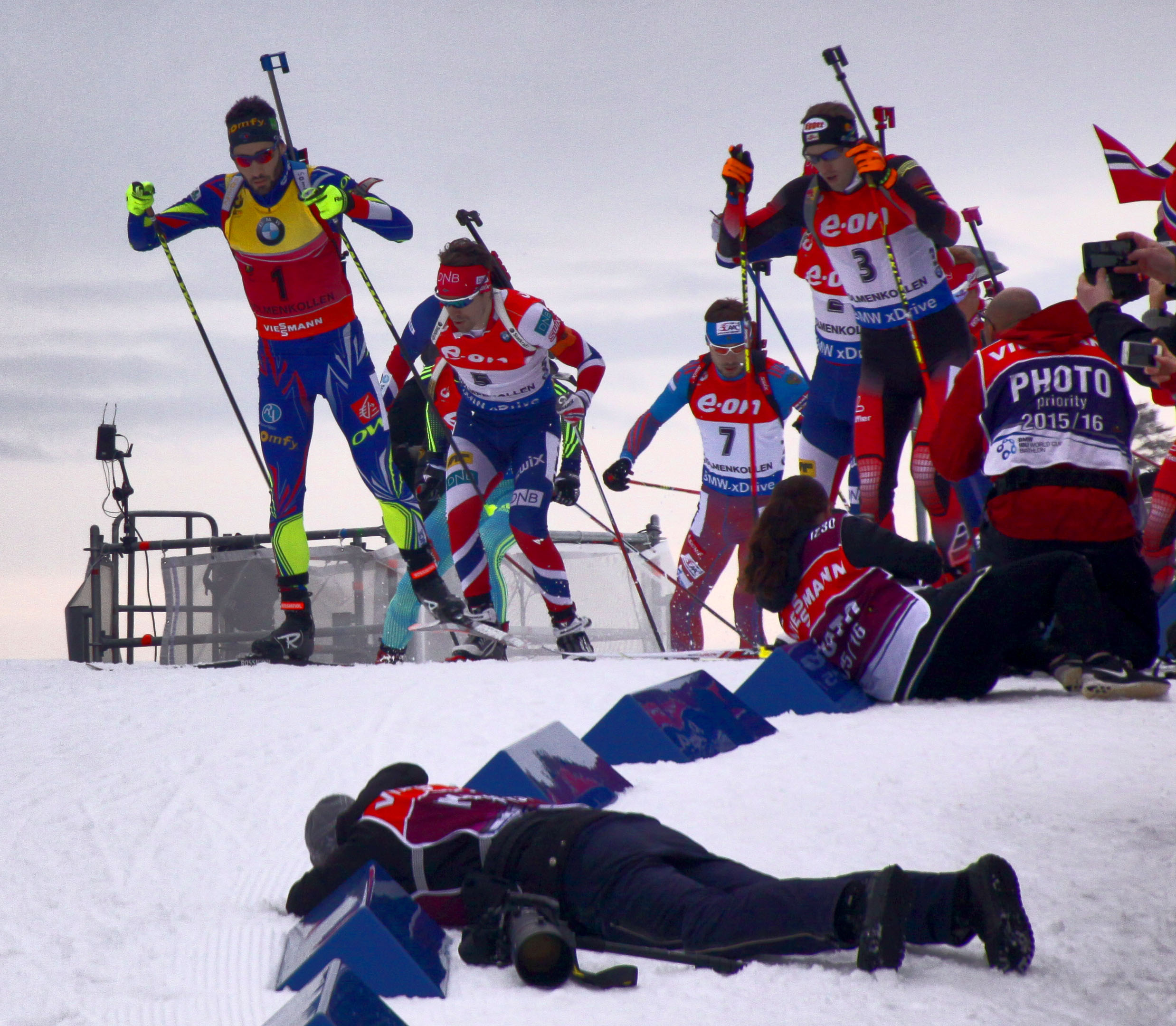
Dominik Landertinger (Nr. 3, WM Oslo 2016)
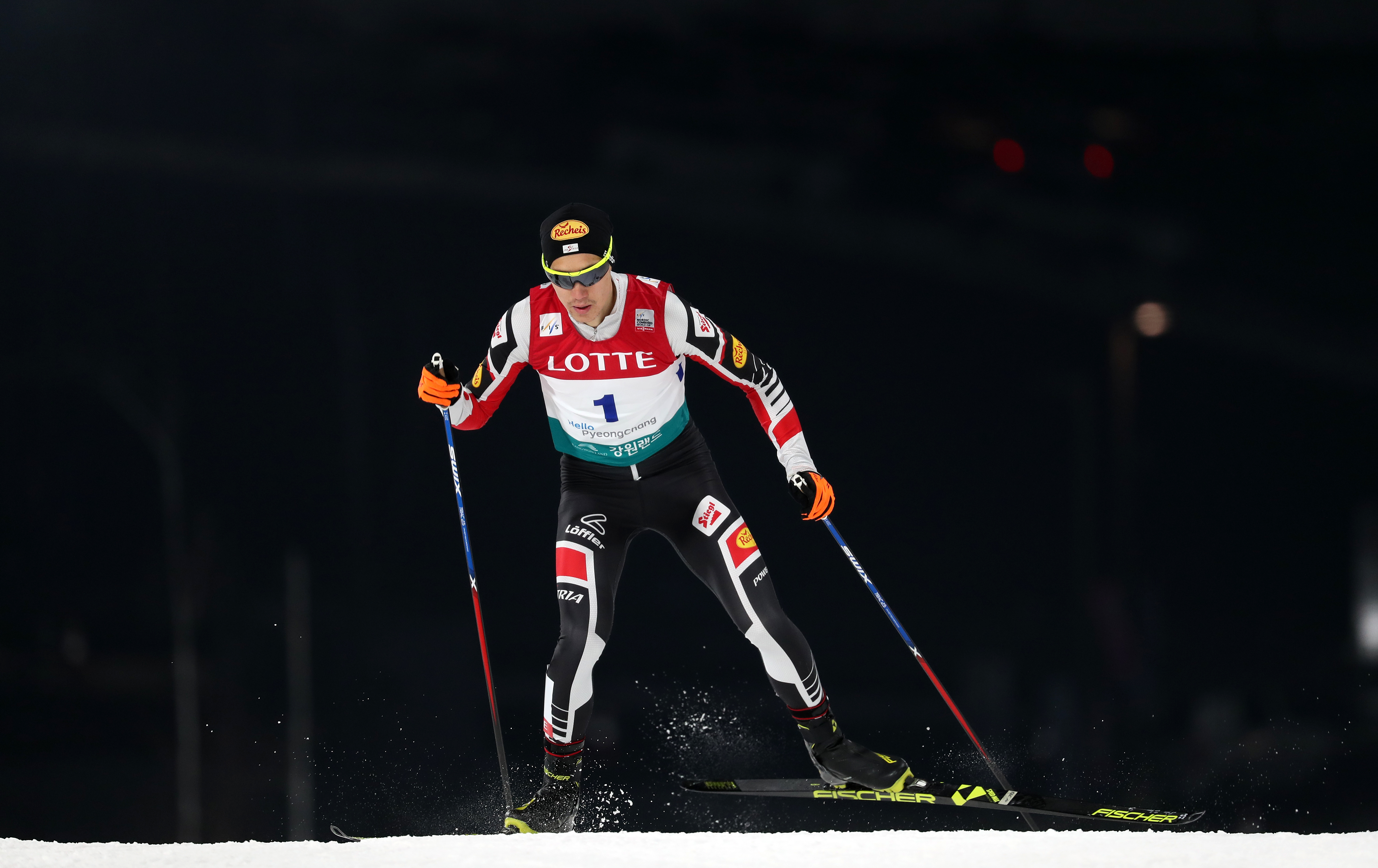
Mario Seidl (Weltcup Pyeongchang 2017)

## Sportarten

### Biathlon
| Athleten                                                        | Wettbewerbe                   | Zeit        | Fehler         | Rang   |
| --------------------------------------------------------------- | ----------------------------- | ----------- | -------------- | ------ |
| Frauen                                                          |                               |             |                |        |
| Lisa Hauser                                                     | 7,5 km Sprint                 | 23:58,9 min | 4 (3+1)        | 62     |
| Lisa Hauser                                                     | 15 km Einzel                  | 45:35,4 min | 3 (1+1+0+1)    | 41     |
| Katharina Innerhofer                                            | 7,5 km Sprint                 | 22:51,5 min | 1 (0+1)        | 29     |
| Katharina Innerhofer                                            | 10 km Verfolgung              | 34:41,2 min | 5 (1+2+0+2)    | 40     |
| Katharina Innerhofer                                            | 15 km Einzel                  | 47:34,9 min | 5 (2+1+0+2)    | 60     |
| Dunja Zdouc                                                     | 7,5 km Sprint                 | 23:21,0 min | 0 (0+0)        | 46     |
| Dunja Zdouc                                                     | 10 km Verfolgung              | 38:39,1 min | 8 (1+3+1+3)    | 58     |
| Dunja Zdouc                                                     | 15 km Einzel                  | 47:09,0 min | 2 (1+1+0+0)    | 58     |
| Männer                                                          |                               |             |                |        |
| Julian Eberhard                                                 | 10 km Sprint                  | 23:47,2 min | 1 (0+1)        | 4      |
| Julian Eberhard                                                 | 12,5 km Verfolgung            | 34:36,9 min | 6 (0+1+3+2)    | 15     |
| Julian Eberhard                                                 | 15 km Massenstart             | 36:18,0 min | 3 (1+0+1+1)    | 6      |
| Julian Eberhard                                                 | 20 km Einzel                  | 50:15,6 min | 3 (1+1+0+1)    | 17     |
| Tobias Eberhard                                                 | 10 km Sprint                  | 26:24,3 min | 5 (4+1)        | 77     |
| Tobias Eberhard                                                 | 20 km Einzel                  | 53:33,6 min | 4 (1+1+0+2)    | 57     |
| Simon Eder                                                      | 10 km Sprint                  | 24:42,5 min | 2 (2+0)        | 28     |
| Simon Eder                                                      | 12,5 km Verfolgung            | 34:33,1 min | 2 (0+0+0+2)    | 14     |
| Simon Eder                                                      | 15 km Massenstart             | 37:01,0 min | 3 (1+0+0+2)    | 14     |
| Simon Eder                                                      | 20 km Einzel                  | 49:55,8 min | 2 (1+0+1+0)    | 11     |
| Dominik Landertinger                                            | 10 km Sprint                  | 24:36,2 min | 1 (1+0)        | 25     |
| Dominik Landertinger                                            | 12,5 km Verfolgung            | 36:22,2 min | 5 (0+0+1+4)    | 26     |
| Dominik Landertinger                                            | 15 km Massenstart             | 36:47,3 min | 1 (0+0+1+0)    | 12     |
| Dominik Landertinger                                            | 20 km Einzel                  | 48:18,0 min | 0 (0+0+0+0)    | Bronze |
| Tobias Eberhard Simon Eder Julian Eberhard Dominik Landertinger | 4 × 7,5 km Staffel            | 1:18:09,0 h | 2+11 (0+2 2+9) | 4      |
| Mixed                                                           |                               |             |                |        |
| Lisa Hauser Katharina Innerhofer Simon Eder Julian Eberhard     | 2 × 6 km + 2 × 7,5 km Staffel | 1:10:56,3 h | 0+14 (0+6 0+8) | 10     |

Sven Grossegger und David Komatz gehörten zum Aufgebot, kamen aber nicht zum Einsatz.

### Bob
| Athleten                                                 | Wettbewerb | Lauf 1  | Lauf 1 | Lauf 2  | Lauf 2 | Lauf 3  | Lauf 3 | Lauf 4        | Lauf 4        | Gesamt      | Gesamt |
| Athleten                                                 | Wettbewerb | Zeit    | Rang   | Zeit    | Rang   | Zeit    | Rang   | Zeit          | Rang          | Zeit        | Rang   |
| -------------------------------------------------------- | ---------- | ------- | ------ | ------- | ------ | ------- | ------ | ------------- | ------------- | ----------- | ------ |
| Frauen                                                   |            |         |        |         |        |         |        |               |               |             |        |
| Katrin Beierl Victoria Hahn                              | Zweierbob  | 51,49 s | 19     | 51,41 s | 16     | 51,51 s | 17     | 51,43 s       | 16            | 3:25,84 min | 18     |
| Christina Hengster Valerie Kleiser                       | Zweierbob  | 51,23 s | 14     | 51,04 s | 9      | 51,00 s | 8      | 51,24 s       | 11            | 3:24,51 min | 10     |
| Männer                                                   |            |         |        |         |        |         |        |               |               |             |        |
| Benjamin Maier Markus Sammer                             | Zweierbob  | 49,41 s | 9      | 49,47 s | 6      | 49,32 s | 5      | 49,56 s       | 10            | 3:17,76 min | 8      |
| Markus Treichl Kilian Walch                              | Zweierbob  | 49,67 s | 13     | 49,67 s | 15     | 49,56 s | 14     | 49,66 s       | 13            | 3:18,56 min | 15     |
| Benjamin Maier Kilian Walch Dănuț Moldovan Markus Sammer | Viererbob  | 49,10 s | 14     | 49,21 s | 5      | 49,03 s | 7      | 49,56 s       | 4             | 3:16,90 min | 7      |
| Markus Treichl Ekemini Bassey Markus Glück Marco Rangl   | Viererbob  | 49,73 s | 24     | 49,83 s | 22     | 49,68 s | 20     | ausgeschieden | ausgeschieden | 2:29,24 min | 22     |

Als Ersatzathleten reisten bei den Frauen Viktoria Eigner und bei den Männern Stefan Laussegger mit zu den Spielen.

### Eiskunstlauf
| Athleten                      | Wettbewerbe | Kurzprogramm/-tanz | Kurzprogramm/-tanz | Kür/Kürtanz        | Kür/Kürtanz        | Gesamt | Gesamt |
| Athleten                      | Wettbewerbe | Punkte             | Rang               | Punkte             | Rang               | Punkte | Rang   |
| ----------------------------- | ----------- | ------------------ | ------------------ | ------------------ | ------------------ | ------ | ------ |
| Mixed                         |             |                    |                    |                    |                    |        |        |
| Miriam Ziegler Severin Kiefer | Paarlauf    | 58,80              | 20                 | Kür nicht erreicht | Kür nicht erreicht | 58,80  | 20     |

### Eisschnelllauf
| Athleten       | Wettbewerbe | Zeit        | Rang |
| -------------- | ----------- | ----------- | ---- |
| Frauen         |             |             |      |
| Vanessa Herzog | 500 m       | 37,51 s     | 4    |
| Vanessa Herzog | 1000 m      | 1:14,47 min | 5    |

| Athleten        | Wettbewerbe | Halbfinale | Halbfinale | Finale | Finale | Rang |
| Athleten        | Wettbewerbe | Punkte     | Rang       | Punkte | Rang   | Rang |
| --------------- | ----------- | ---------- | ---------- | ------ | ------ | ---- |
| Männer          |             |            |            |        |        |      |
| Linus Heidegger | Massenstart | 60         | 1          | 6      | 6      | 6    |

### Freestyle-Skiing
| Athleten          | Wettbewerbe | Qualifikation | Qualifikation | Finale        | Finale        | Rang |
| Athleten          | Wettbewerbe | Punkte        | Rang          | Punkte        | Rang          | Rang |
| ----------------- | ----------- | ------------- | ------------- | ------------- | ------------- | ---- |
| Frauen            |             |               |               |               |               |      |
| Melanie Meilinger | Buckelpiste | 57,71         | 16            | ausgeschieden | ausgeschieden | 26   |
| Elisabeth Gram    | Halfpipe    | 72,20         | 13            | ausgeschieden | ausgeschieden | 13   |
| Lara Wolf         | Slopestyle  | 66,40         | 17            | ausgeschieden | ausgeschieden | 17   |
| Männer            |             |               |               |               |               |      |
| Andreas Gohl      | Halfpipe    | 68,60         | 12            | 68,80         | 8             | 8    |
| Marco Ladner      | Halfpipe    | 54,20         | 21            | ausgeschieden | ausgeschieden | 21   |
| Lukas Müllauer    | Halfpipe    | 63,60         | 16            | ausgeschieden | ausgeschieden | 16   |

| Athleten              | Wettbewerbe | Achtelfinale | Viertelfinale | Halbfinale    | Finale        | Rang |
| Athleten              | Wettbewerbe | Rang         | Rang          | Rang          | Rang          | Rang |
| --------------------- | ----------- | ------------ | ------------- | ------------- | ------------- | ---- |
| Frauen                |             |              |               |               |               |      |
| Andrea Limbacher      | Skicross    | DNF          | ausgeschieden | ausgeschieden | ausgeschieden | 13   |
| Katrin Ofner          | Skicross    | 1            | 3             | ausgeschieden | ausgeschieden | 9    |
| Männer                |             |              |               |               |               |      |
| Adam Kappacher        | Skicross    | 2            | DNF           | ausgeschieden | ausgeschieden | 16   |
| Christoph Wahrstötter | Skicross    | DNF          | ausgeschieden | ausgeschieden | ausgeschieden | 17   |
| Robert Winkler        | Skicross    | 1            | DNF           | ausgeschieden | ausgeschieden | 14   |
| Thomas Zangerl        | Skicross    | 2            | 3             | ausgeschieden | ausgeschieden | 12   |

### Nordische Kombination
| Athleten                                                 | Wettbewerb    | Skispringen | Skispringen | Langlauf    | Langlauf | Rang   |
| Athleten                                                 | Wettbewerb    | Punkte      | Rang        | Zeit        | Rang     | Rang   |
| -------------------------------------------------------- | ------------- | ----------- | ----------- | ----------- | -------- | ------ |
| Männer                                                   |               |             |             |             |          |        |
| Wilhelm Denifl                                           | Normalschanze | 92,3        | 25          | 25:08,8 min | 27       | 29     |
| Wilhelm Denifl                                           | Großschanze   | 135,0       | 3           | 24:38,6 min | 34       | 8      |
| Bernhard Gruber                                          | Normalschanze | 88,2        | 33          | 24:32,1 min | 10       | 20     |
| Bernhard Gruber                                          | Großschanze   | 98,5        | 30          | 23:46,3 min | 14       | 21     |
| Lukas Klapfer                                            | Normalschanze | 122,6       | 4           | 24,37,5 min | 11       | Bronze |
| Lukas Klapfer                                            | Großschanze   | 123,0       | 10          | 24:11,3 min | 23       | 9      |
| Franz-Josef Rehrl                                        | Normalschanze | 130,6       | 1           | 26:29,5 min | 44       | 13     |
| Mario Seidl                                              | Großschanze   | 116,5       | 14          | 23:51,0 min | 16       | 13     |
| Wilhelm Denifl Lukas Klapfer Bernhard Gruber Mario Seidl | Teamwettkampf | 469,5       | 1           | 47:17,6 min | 5        | Bronze |

### Rennrodeln
| Athlet                                                    | Wettbewerb   | Lauf 1       | Lauf 1 | Lauf 2   | Lauf 2 | Lauf 3        | Lauf 3        | Lauf 4        | Lauf 4        | Gesamt        | Gesamt        |
| Athlet                                                    | Wettbewerb   | Zeit         | Rang   | Zeit     | Rang   | Zeit          | Rang          | Zeit          | Rang          | Zeit          | Rang          |
| --------------------------------------------------------- | ------------ | ------------ | ------ | -------- | ------ | ------------- | ------------- | ------------- | ------------- | ------------- | ------------- |
| Frauen                                                    |              |              |        |          |        |               |               |               |               |               |               |
| Madeleine Egle                                            | Einsitzer    | 46,726 s     | 14     | 46,646 s | 14     | 46,541 s      | 6             | 46,696 s      | 7             | 3:06,609 min  | 9             |
| Birgit Platzer                                            | Einsitzer    | 47,318 s     | 23     | DNF      | DNF    | ausgeschieden | ausgeschieden | ausgeschieden | ausgeschieden | ausgeschieden | ausgeschieden |
| Hannah Prock                                              | Einsitzer    | 46,622 s     | 13     | 46,585 s | 13     | 47,743 s      | 25            | 46,854 s      | 12            | 3:07,804 min  | 17            |
| Männer                                                    |              |              |        |          |        |               |               |               |               |               |               |
| Reinhard Egger                                            | Einsitzer    | 48,221 s     | 20     | 47,903 s | 11     | 47,963 s      | 17            | 47,840 s      | 10            | 3:11,927 min  | 15            |
| David Gleirscher                                          | Einsitzer    | 47,652 s     | 1      | 47,835 s | 7      | 47,584 s      | 4             | 47,631 s      | 4             | 3:10,702 min  | Gold          |
| Wolfgang Kindl                                            | Einsitzer    | 47,955 s     | 11     | 47,858 s | 9      | 47,799 s      | 12            | 47,521 s      | 2             | 3:11,133 min  | 9             |
| Peter Penz Georg Fischler                                 | Doppelsitzer | 45,891 s     | 2      | 45,894 s | 2      | –             | –             | –             | –             | 1:31,785 min  | Silber        |
| Thomas Steu Lorenz Koller                                 | Doppelsitzer | 46,172 s     | 5      | 46,112 s | 5      | –             | –             | –             | –             | 1:32,284 min  | 4             |
| Mixed                                                     |              |              |        |          |        |               |               |               |               |               |               |
| Madeleine Egle David Gleirscher Peter Penz Georg Fischler | Teamstaffel  | 2:24,988 min | 3      | –        | –      | –             | –             | –             | –             | 2:24,988 min  | Bronze        |

### Skeleton
| Athlet                | Lauf 1  | Lauf 1 | Lauf 2  | Lauf 2 | Lauf 3  | Lauf 3 | Lauf 4  | Lauf 4 | Gesamt      | Gesamt |
| Athlet                | Zeit    | Rang   | Zeit    | Rang   | Zeit    | Rang   | Zeit    | Rang   | Zeit        | Rang   |
| --------------------- | ------- | ------ | ------- | ------ | ------- | ------ | ------- | ------ | ----------- | ------ |
| Frauen                |         |        |         |        |         |        |         |        |             |        |
| Janine Flock          | 51,81 s | 3      | 52,07 s | 3      | 51,92 s | 4      | 52,12 s | 10     | 3:27,92 min | 4      |
| Männer                |         |        |         |        |         |        |         |        |             |        |
| Matthias Guggenberger | 51,38 s | 16     | 51,29 s | 17     | 51,81 s | 25     | 51,25 s | 13     | 3:25,73 min | 18     |

### Ski Alpin
| Athleten              | Wettbewerbe  | 1. Lauf     | 2. Lauf       | Gesamt        | Gesamt        |
| Athleten              | Wettbewerbe  | Zeit        | Zeit          | Zeit          | Rang          |
| --------------------- | ------------ | ----------- | ------------- | ------------- | ------------- |
| Frauen                |              |             |               |               |               |
| Stephanie Brunner     | Riesenslalom | 1:11,53 min | DNF           | ausgeschieden | ausgeschieden |
| Stephanie Brunner     | Slalom       | DNF         | ausgeschieden | ausgeschieden | ausgeschieden |
| Katharina Gallhuber   | Slalom       | 50,12 s     | 48,83 s       | 1:38,95 min   | Bronze        |
| Cornelia Hütter       | Abfahrt      | –           | –             | 1:41,04 min   | 13            |
| Cornelia Hütter       | Super-G      | –           | –             | 1:21,54 min   | 8             |
| Cornelia Hütter       | Kombination  |             |               |               |               |
| Bernadette Schild     | Riesenslalom | 1:14,50 min | 1:10,31 min   | 2:24,81 min   | 24            |
| Bernadette Schild     | Slalom       | 49,89 s     | 50,29 s       | 1:40,18 min   | 7             |
| Nicole Schmidhofer    | Abfahrt      | –           | –             | 1:41,02 min   | 12            |
| Nicole Schmidhofer    | Super-G      | –           | –             | 1:22,30 min   | 18            |
| Anna Veith            | Super-G      | –           | –             | 1:21,12 min   | Silber        |
| Anna Veith            | Riesenslalom | 1:12,43 min | 1:09,67 min   | 2:22,10 min   | 12            |
| Ricarda Haaser        | Riesenslalom | 1:13,37 min | 1:09,99 min   | 2:23,36 min   | 17            |
| Ricarda Haaser        | Kombination  | 1:41,75 min | 43,06 s       | 2:24,81 min   | 13            |
| Katharina Liensberger | Slalom       | 50,43 s     | 50,14 s       | 1:40,57 min   | 8             |
| Ramona Siebenhofer    | Abfahrt      | –           | –             | 1:40,98 min   | 10            |
| Ramona Siebenhofer    | Kombination  | 1:40,34 min | 43,11 s       | 2:23,45 min   | 7             |
| Tamara Tippler        | Super-G      | –           | –             | 1:22,50 min   | 21            |
| Stephanie Venier      | Abfahrt      | –           | –             | DNF           | DNF           |
| Stephanie Venier      | Kombination  | DNS         | DNS           | DNS           | DNS           |
| Männer                |              |             |               |               |               |
| Stefan Brennsteiner   | Riesenslalom | 1:10,02 min | DNF           | ausgeschieden | ausgeschieden |
| Manuel Feller         | Riesenslalom | DSQ         | DSQ           | DSQ           | DSQ           |
| Manuel Feller         | Slalom       | 49,35 s     | 51,03 s       | 1:40,38 min   | 15            |
| Max Franz             | Abfahrt      | −           | −             | 1:41,75 min   | 11            |
| Max Franz             | Super-G      | −           | −             | 1:25,96 min   | 17            |
| Marcel Hirscher       | Riesenslalom | 1:08,27 min | 1:09,77 min   | 2:18,04 min   | Gold          |
| Marcel Hirscher       | Slalom       | DNF         | ausgeschieden | ausgeschieden | ausgeschieden |
| Marcel Hirscher       | Kombination  | 1:20,56 min | 45,96 s       | 2:06,52 min   | Gold          |
| Vincent Kriechmayr    | Abfahrt      | −           | −             | 1:41,19 min   | 7             |
| Vincent Kriechmayr    | Super-G      | −           | −             | 1:25,13 min   | 6             |
| Vincent Kriechmayr    | Kombination  | 1:19,96 min | DNF           | ausgeschieden | ausgeschieden |
| Michael Matt          | Slalom       | 49,00 s     | 50,66         | 1:39,66 min   | Bronze        |
| Matthias Mayer        | Abfahrt      | −           | −             | 1:41,46 min   | 9             |
| Matthias Mayer        | Super-G      | −           | −             | 1:24,44 min   | Gold          |
| Matthias Mayer        | Kombination  | 1:19,37 min | DNF           | ausgeschieden | ausgeschieden |
| Hannes Reichelt       | Abfahrt      | −           | −             | 1:41,76 min   | 12            |
| Hannes Reichelt       | Super-G      | −           | −             | 1:25,40 min   | 11            |
| Marco Schwarz         | Slalom       | 48,62 s     | 51,57 s       | 1:40,19 min   | 11            |
| Marco Schwarz         | Kombination  | 1:20,98 min | 46,89 s       | 2:07,87 min   | 4             |
| Christian Hirschbühl  | Riesenslalom | DNF         | ausgeschieden | ausgeschieden | ausgeschieden |

| Mixed                                                                                                |                         |          |     |          |     |          |     |         |     |        |
| Stephanie Brunner Katharina Gallhuber Katharina Liensberger Manuel Feller Michael Matt Marco Schwarz | Riesenslalom Mannschaft | Südkorea | 4:0 | Schweden | 4:0 | Norwegen | 3:1 | Schweiz | 1:3 | Silber |

Philipp Schörghofer gehörte zum Aufgebot, blieb aber ohne Einsatz.

### Skilanglauf
| Frauen                                                      |                   |             |    |
| Anna Seebacher                                              | 10 km Freistil    | 29:11,2 min | 61 |
| Teresa Stadlober                                            | 10 km Freistil    | 26:16,1 min | 9  |
| Teresa Stadlober                                            | 15 km Skiathlon   | 41:11,5 min | 7  |
| Teresa Stadlober                                            | 30 km klassisch   | 1:26:31,7 h | 9  |
| Lisa Unterweger                                             | 10 km Freistil    | 29:35,2 min | 67 |
| Männer                                                      |                   |             |    |
| Dominik Baldauf                                             | 15 km Freistil    | 36:31,2 min | 42 |
| Max Hauke                                                   | 15 km Freistil    | 35:57,5 min | 29 |
| Max Hauke                                                   | 30 km Skiathlon   | 1:18:44,6 h | 27 |
| Max Hauke                                                   | 50 km klassisch   | 2:20:39,9 h | 36 |
| Bernhard Tritscher                                          | 15 km Freistil    | 36:24,7 min | 39 |
| Bernhard Tritscher                                          | 50 km klassisch   | 2:22:47,7 h | 42 |
| Dominik Baldauf Max Hauke Luis Stadlober Bernhard Tritscher | 4 × 10 km Staffel | 1:39:12,9 h | 13 |

| Athleten                           | Wettbewerbe | Qualifikation | Qualifikation | Viertelfinale | Viertelfinale | Halbfinale    | Halbfinale    | Finale        | Finale        | Rang |
| Athleten                           | Wettbewerbe | Zeit          | Rang          | Zeit          | Rang          | Zeit          | Rang          | Zeit          | Rang          | Rang |
| ---------------------------------- | ----------- | ------------- | ------------- | ------------- | ------------- | ------------- | ------------- | ------------- | ------------- | ---- |
| Frauen                             |             |               |               |               |               |               |               |               |               |      |
| Lisa Unterweger                    | Sprint      | 3:34,29 min   | 50            | ausgeschieden | ausgeschieden | ausgeschieden | ausgeschieden | ausgeschieden | ausgeschieden | 50   |
| Lisa Unterweger Teresa Stadlober   | Teamsprint  | −             | −             | −             | −             | 17:25,98 min  | 7             | ausgeschieden | ausgeschieden | 14   |
| Männer                             |             |               |               |               |               |               |               |               |               |      |
| Dominik Baldauf                    | Sprint      | 3:18,54 min   | 35            | ausgeschieden | ausgeschieden | ausgeschieden | ausgeschieden | ausgeschieden | ausgeschieden | 35   |
| Luis Stadlober                     | Sprint      | 3:23,01 min   | 54            | ausgeschieden | ausgeschieden | ausgeschieden | ausgeschieden | ausgeschieden | ausgeschieden | 53   |
| Bernhard Tritscher Dominik Baldauf | Teamsprint  | −             | −             | −             | −             | 16:43,69 min  | 8             | ausgeschieden | ausgeschieden | 16   |

### Skispringen
| Athleten                                                          | Wettbewerbe            | Qualifikation | Qualifikation | Qualifikation | 1. Durchgang | 1. Durchgang | 1. Durchgang | 2. Durchgang  | 2. Durchgang  | 2. Durchgang  | Gesamt | Gesamt |
| Athleten                                                          | Wettbewerbe            | Weite         | Punkte        | Rang          | Weite        | Punkte       | Rang         | Weite         | Punkte        | Rang          | Punkte | Rang   |
| ----------------------------------------------------------------- | ---------------------- | ------------- | ------------- | ------------- | ------------ | ------------ | ------------ | ------------- | ------------- | ------------- | ------ | ------ |
| Frauen                                                            |                        |               |               |               |              |              |              |               |               |               |        |        |
| Chiara Hölzl                                                      | Normalschanze          | −             | −             | −             | 88,0 m       | 92,2         | 14           | 95,5 m        | 101,0         | 9             | 193,2  | 11     |
| Daniela Iraschko-Stolz                                            | Normalschanze          | −             | −             | −             | 101,5 m      | 113,3        | 5            | 99,0 m        | 112,6         | 7             | 225,9  | 6      |
| Jacqueline Seifriedsberger                                        | Normalschanze          | −             | −             | −             | 93,0 m       | 93,7         | 13           | 92,0 m        | 89,8          | 14            | 183,5  | 13     |
| Männer                                                            |                        |               |               |               |              |              |              |               |               |               |        |        |
| Clemens Aigner                                                    | Großschanze            | 119,5 m       | 98,5          | 27            | 121,0 m      | 110,0        | 31           | ausgeschieden | ausgeschieden | ausgeschieden | 110,0  | 31     |
| Manuel Fettner                                                    | Normalschanze          | 95,0 m        | 109,4         | 27            | 96,5 m       | 99,5         | 29           | 105,5 m       | 112,2         | 14            | 211,7  | 23     |
| Manuel Fettner                                                    | Großschanze            | 111,0 m       | 84,8          | 40            | 124,0 m      | 109,8        | 32           | ausgeschieden | ausgeschieden | ausgeschieden | 109,8  | 32     |
| Michael Hayböck                                                   | Normalschanze          | 97,0 m        | 112,4         | 26            | 99,5 m       | 109,2        | 21           | 103,0 m       | 110,5         | 17            | 219,7  | 17     |
| Michael Hayböck                                                   | Großschanze            | 133,5 m       | 126,9         | 5             | 140,0 m      | 140,4        | 2            | 131,0 m       | 127,3         | 9             | 267,7  | 6      |
| Stefan Kraft                                                      | Normalschanze          | 102,5 m       | 128,6         | 5             | 103,5 m      | 122,8        | 6            | 103,0 m       | 110,8         | 16            | 233,6  | 13     |
| Stefan Kraft                                                      | Großschanze            | 131,0 m       | 121,1         | 11            | 131,5 m      | 130,6        | 13           | 125,5 m       | 116,8         | 21            | 247,4  | 18     |
| Gregor Schlierenzauer                                             | Normalschanze          | 91,5 m        | 104,0         | 32            | 102,5 m      | 108,6        | 22           | 99,5 m        | 103,6         | 22            | 212,2  | 22     |
| Stefan Kraft Manuel Fettner Gregor Schlierenzauer Michael Hayböck | Großschanze Mannschaft | −             | −             | −             | 517,0 m      | 493,7        | 4            | 511,0 m       | 484,7         | 4             | 978,4  | 4      |

### Snowboard
| Frauen           |            |          |          |               |               |      |
| Anna Gasser      | Big Air    | 98,00    | 1        | 185,00        | 1             | Gold |
| Anna Gasser      | Slopestyle | abgesagt | abgesagt | 46,56         | 15            | 15   |
| Männer           |            |          |          |               |               |      |
| Clemens Millauer | Big Air    | 47,00    | 16       | ausgeschieden | ausgeschieden | 31   |
| Clemens Millauer | Slopestyle | 77,45    | 7        | ausgeschieden | ausgeschieden | 13   |

| Athleten            | Wettbewerbe           | Qualifikation | Qualifikation | Achtelfinale  | Achtelfinale  | Viertelfinale | Viertelfinale | Halbfinale    | Halbfinale    | Finale/Platz 3 | Finale/Platz 3 | Rang          |
| Athleten            | Wettbewerbe           | Gegner        | Zeit          | Gegner        | Zeit          | Gegner        | Zeit          | Gegner        | Zeit          | Gegner         | Zeit           | Rang          |
| ------------------- | --------------------- | ------------- | ------------- | ------------- | ------------- | ------------- | ------------- | ------------- | ------------- | -------------- | -------------- | ------------- |
| Frauen              |                       |               |               |               |               |               |               |               |               |                |                |               |
| Julia Dujmovits     | Parallel-Riesenslalom | 1:33,16 min   | 11            | Takeuchi      | +0,17 s       | ausgeschieden | ausgeschieden | ausgeschieden | ausgeschieden | ausgeschieden  | ausgeschieden  | 12            |
| Ina Meschik         | Parallel-Riesenslalom | 1:33,23 min   | 13            | Langenhorst   | −0,02 s       | Hofmeister    | +0,78 s       | ausgeschieden | ausgeschieden | ausgeschieden  | ausgeschieden  | 8             |
| Claudia Riegler     | Parallel-Riesenslalom | DNF           | DNF           | ausgeschieden | ausgeschieden | ausgeschieden | ausgeschieden | ausgeschieden | ausgeschieden | ausgeschieden  | ausgeschieden  | ausgeschieden |
| Daniela Ulbing      | Parallel-Riesenslalom | 1:33,07 min   | 8             | Bykowa        | −0,52 s       | Ledecká       | +0,97 s       | ausgeschieden | ausgeschieden | ausgeschieden  | ausgeschieden  | 7             |
| Männer              |                       |               |               |               |               |               |               |               |               |                |                |               |
| Benjamin Karl       | Parallel-Riesenslalom | 1:25,33 min   | 6             | Prommegger    | −0,29 s       | Lee           | +0,94 s       | ausgeschieden | ausgeschieden | ausgeschieden  | ausgeschieden  | 5             |
| Sebastian Kislinger | Parallel-Riesenslalom | 1:25,59 min   | 10            | Baumeister    | +0,22 s       | ausgeschieden | ausgeschieden | ausgeschieden | ausgeschieden | ausgeschieden  | ausgeschieden  | 11            |
| Alexander Payer     | Parallel-Riesenslalom | 1:25,30 min   | 5             | Coratti       | +0,33 s       | ausgeschieden | ausgeschieden | ausgeschieden | ausgeschieden | ausgeschieden  | ausgeschieden  | 9             |
| Andreas Prommegger  | Parallel-Riesenslalom | 1:25,67 min   | 11            | Karl          | +0,29 s       | ausgeschieden | ausgeschieden | ausgeschieden | ausgeschieden | ausgeschieden  | ausgeschieden  | 12            |

| Männer              |                |   |               |               |               |    |
| Hanno Douschan      | Snowboardcross | 4 | ausgeschieden | ausgeschieden | ausgeschieden | 27 |
| Alessandro Hämmerle | Snowboardcross | 1 | 3             | 5             | 1             | 7  |
| Lukas Pachner       | Snowboardcross | 5 | ausgeschieden | ausgeschieden | ausgeschieden | 39 |
| Markus Schairer     | Snowboardcross | 3 | DNF           | ausgeschieden | ausgeschieden | 22 |